# Hubbardia
Hubbardia Bor é um género botânico pertencente à família Poaceae.